# Pohijo (Sampung)
Pohijo is een bestuurslaag in het regentschap Ponorogo van de provincie Oost-Java, Indonesië. Pohijo telt 3732 inwoners (volkstelling 2010).